# 袁袞
袁袞（1499年—1548年），字補之，號谷虛，南直隸蘇州府吳縣人，民籍，明朝政治人物。

## 生平
嘉靖七年（1528年）戊子科應天鄉試第六十六名舉人，十七年（1538年）戊戌科三甲第一百三十三名進士。授廬陵縣知縣，二十年（1541年）升禮部主事，升員外郎，二十七年（1548年）卒於官。

## 家族
高祖袁以寧；曾祖袁琮；祖父袁敬；父袁鼒；叔父袁鼏。母韓氏。永感下。從兄袁表、袁褧，從弟袁褒、袁袠，弟袁裘。